# Deense ijshockeyploeg (mannen)
De Deense ijshockeyploeg is een team van ijshockeyers dat Denemarken vertegenwoordigt bij internationale wedstrijden. 
De ploeg won in het wereldkampioenschap in 2002 groep B van de 1e divisie en promoveerde daarmee naar de topdivisie waar het nog steeds in speelt met als beste prestaties in deze periode een 8e plaats in 2010 en 2016. 
De ploeg heeft zich nog nooit gekwalificeerd voor de Olympische Spelen.

## Deelname aan het wereldkampioenschap in de topdivisie vanaf 2003
- 11e plaats in 2003
- 12e plaats in 2004
- 14e plaats in 2005
- 13e plaats in 2006
- 10e plaats in 2007
- 12e plaats in 2008
- 13e plaats in 2009
- 8e plaats in 2010
- 11e plaats in 2011
- 13e plaats in 2012
- 12e plaats in 2013
- 13e plaats in 2014
- 14e plaats in 2015
- 8e plaats in 2016